# Università del Minho
L'Università del Minho (ufficialmente in portoghese Universidade do Minho, sigla UM) è un'università istituita a Braga nel 1973, insieme al resto delle cosiddette "Nuove Università" che hanno implementato il sistema d'istruzione superiore del Portogallo.
Oltre che nella città di Braga, l'università del Minho ha sede anche nella città di Guimarães.

## Storia
Ha iniziato la sua attività nell'anno accademico 1975/76. A capo dell'università ci sono un rettore, un preside e un concilio generale, composto da cinque unità interne che sono raggruppate per aree di intervento.
Anche se l'università è giovane, il territorio possiede antiche tradizioni accademiche di origine religiosa, e le strutture bibliotecarie della città.